# Università degli Studi di scienze gastronomiche
L'Università degli Studi di Scienze Gastronomiche (UNISG) è un'università non statale italiana fondata nel 2004 e riconosciuta dal Ministero dell'università e della ricerca.
La sede è a Bra in frazione Pollenzo, e per tale ragione è anche nota come Università di Pollenzo.

## Storia
Il 27 gennaio 2003, sotto l'egida di Carlo Petrini, fondatore di Slow Food, venne costituito il Comitato per l'università, primo passo verso l'apertura dell'ateneo, che attivò i corsi a partire dal 4 ottobre 2004. Lo scopo dell'iniziativa era la creazione di un polo internazionale che si occupasse di formazione e ricerca nell'ambito dell'agricoltura sostenibile, dello studio e mantenimento delle diversità bio-culturali e atto alla creazione di un approccio interdisciplinare che coniugasse le scienze e tecnologie alimentari con le scienze sociali, umane, biologiche e agrarie.
A seguito dell'insediamento degli organi di governo universitari, il comitato si è evoluto in un'associazione di supporto all'ente, denominata Associazione Amici dell'Università di Scienze gastronomiche.

## Struttura

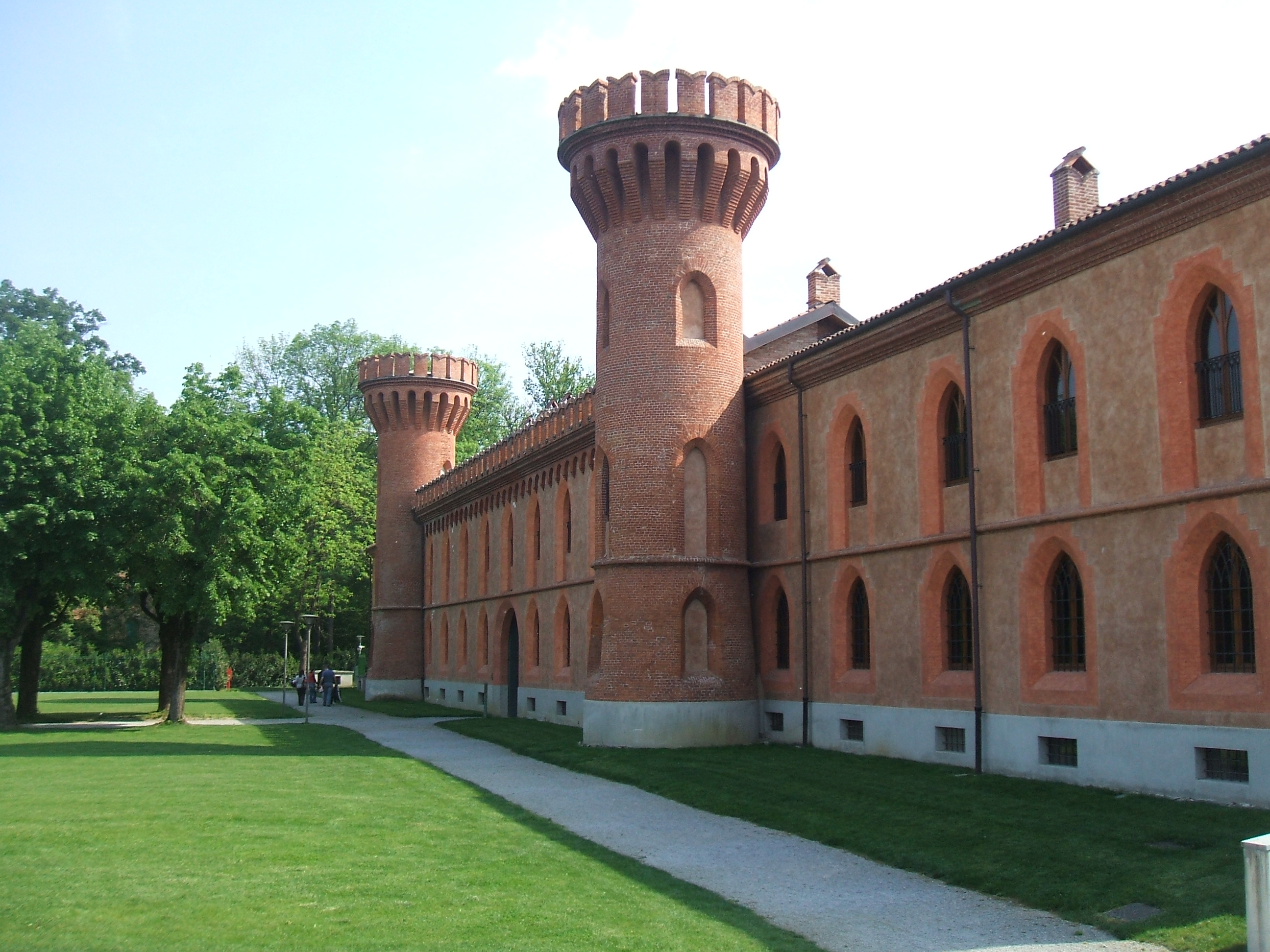
Esterno della sede dell'università

L'università è organizzata in una singola facoltà e propone percorsi formativi inerenti esclusivamente all'ambito enogastronomico, a livelli diversi.

## Finanziamenti
L'università è sostenuta da partner e sovvenzionatori pubblici e privati, sia sotto il profilo finanziario che organizzativo.

## Rettori
- Alberto Capatti (2004-2008)[3]
- Valter Cantino (2008-2011)[3]
- Piercarlo Grimaldi (2011-2017)[4]
- Andrea Pieroni (2017-2021)[5]
- Bartolomeo Biolatti (dal 2021 al 2024)[6]
- Nicola Perullo (dal 1º settembre 2024)[7].